# Histoire du Kenya

Le Kenya

Carte du Kenya

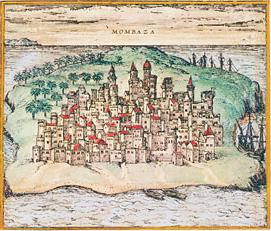
Mombasa v. 1550

L'histoire du Kenya, en Afrique de l'Est, remonte aux premiers hominidés.
Les premiers habitants sont des chasseurs-cueilleurs, supplantés à partir du IIIe millénaire av. J.-C. par des éleveurs de langues couchitiques venus du nord. Vers 700 apr. J.-C. arrivent des populations parlant des langues nilotiques. À la fin du Ier millénaire, des peuples bantous migrent d'Afrique centrale dans la région. À partir de 1500 arrivent d'autres peuples nilotiques venus du Soudan.
Le Kenya est brièvement un protectorat allemand avant de devenir un protectorat britannique puis une colonie anglaise en 1890. Le pays est indépendant depuis le 12 décembre 1963.

## Préhistoire
D'après des fossiles trouvés en Afrique de l'Est, les premiers hominidés habitèrent dans la région voilà plus de vingt millions d'années. D'autres découvertes indiquent que des hominidés comme Homo habilis et Homo erectus vécurent au Kenya il y a 2,5 millions d'années.

## Néolithique
Les premiers habitants de ce qui est de nos jours le Kenya sont des chasseurs-cueilleurs, apparentés aux actuels locuteurs des langues khoïsan. Pour leur plus grande partie, ces communautés sont assimilées par les sociétés « productrices de nourriture » qui commencent à s'installer au Kenya à partir du IIIe millénaire av. J.-C.

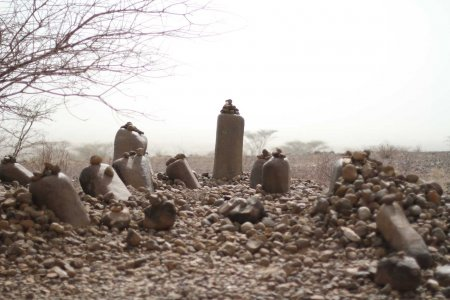
Mégalithes du site de Namoratunga.

Les données linguistiques indiquent un mouvement de populations, composées de locuteurs de langues couchitiques méridionales, qui entrent au Kenya vers le IIIe millénaire av. J.-C. Il s'agit d'éleveurs d'ovins et de caprins qui utilisent des ânes domestiqués. Parmi les sites mégalithiques remarquables de cette période, on trouve le site, peut-être archéoastronomique, de Namoratunga sur la rive ouest du lac Turkana. Aux alentours de 1000 apr. J.-C., et même probablement avant, le pastoralisme se diffuse au Kenya central et dans le nord de ce qui est de nos jours la Tanzanie.
De nos jours, les descendants des locuteurs des langues couchitiques se situent au nord du Kenya central, près du lac Eyasi. Leur distribution géographique passée, qui peut être approchée par la présence d'emprunts lexicaux de la part des autres langues, englobe celle des populations du néolithique pastoral des hautes-terres.

## Migrations à l'époque historique (500c-1800c)
Vers 700 apr. J.-C., des communautés parlant des langues nilotiques méridionales, provenant de la région frontalière entre le Soudan, l'Ouganda, le Kenya et l'Éthiopie se déplacent vers le sud, vers les hautes terres de l'ouest et la vallée du Grand Rift, au Kenya. La distribution géographique de ces derniers, approchée à partir des toponymes, des emprunts lexicaux et des récits des traditions orales, correspond à celle des populations de l'Elmenteitien. L'arrivée des locuteurs du nilotique se produit peu avant l'introduction du fer en Afrique de l'Est.

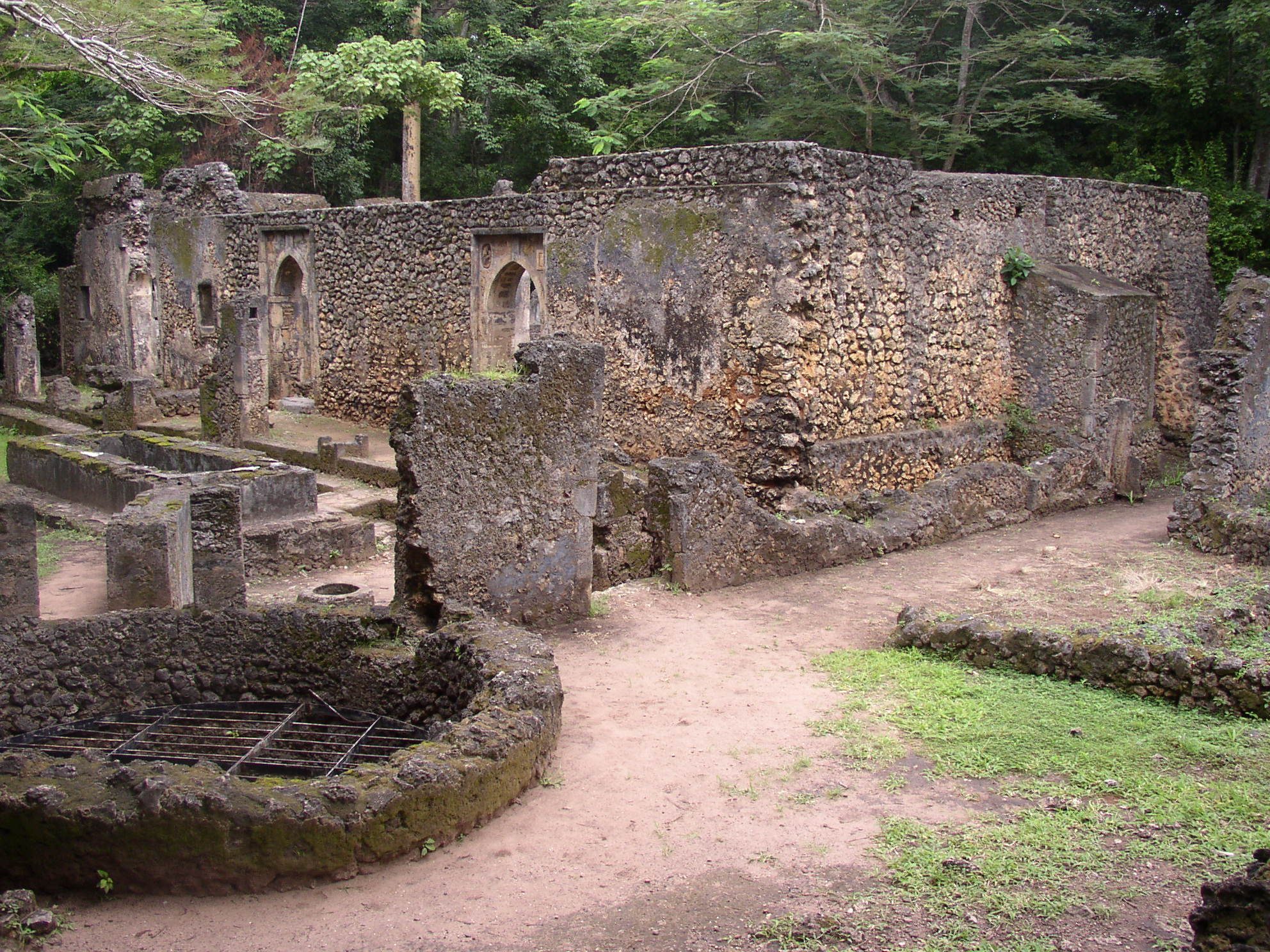
Vestiges de la grande mosquée de Gede (XIIIe siècle)

Les premiers marchands arabes commencent à fréquenter les côtes du Kenya vers le Ier siècle. Du fait de la proximité de la péninsule arabe, des colonies arabes et perses apparaissent le long des côtes avant le VIIIe siècle.
À la fin du Ier millénaire, des peuples bantous migrent dans la région : expansion bantoue.
À partir de 1500 arrivent les Luo nilotiques, surtout en région Nyanza (lac Victoria).
Ces peuples, locuteurs des langues bantoues et nilotiques, forment maintenant les trois quarts de la population du Kenya.
À partir de ce substrat multiethnique se développe la culture swahilie, métissage entre la culture arabe et africaine.

## Présences européennes, omanaises, ottomanes (1500c-1900c)
L'arrivée des Portugais au XVIe siècle remet en cause la prédominance arabe sur la côte, elle-même éclipsée par celle d'Oman en 1698. Le Royaume-Uni quant à lui établit une influence durant le XIXe siècle.

## De 1880 à 1963: période coloniale, Afrique orientale britannique (1895-1920), Colonie et protectorat du Kenya (1920-1963)
- Afrique orientale britannique (1895-1920)
- Colonie et protectorat du Kenya (1920-1963)

L'histoire coloniale du Kenya débute avec la création d'un protectorat allemand sur des possessions du sultan de Zanzibar, puis l'arrivée de la Compagnie britannique impériale d'Afrique de l'Est (Imperial British East Africa Company, IBEAC) en 1888. Les rivalités entre ces deux pays cessent lorsque l'Allemagne renonce à ses possessions côtières en faveur du Royaume-Uni en 1890.
Sur le modèle de l'Afrique du Sud, l’administration coloniale britannique impose en 1915 l'obligation pour tous les noirs de plus de quinze ans de porter en permanence autour du cou un certificat prouvant leur identité et leur emploi. En 1920, le gouverneur fait augmenter l’impôt par tête pour contraindre les Kikuyus à s'engager comme salariés agricoles auprès des colons et ainsi pouvoir payer. Toutefois, quand en 1921 les colons réduisent les salaires des ouvriers indigènes d'un tiers, des manifestations et des grèves se déclenchent. Le 16 mars, 57 manifestants sont abattus et les dirigeants des associations nationalistes sont arrêtés puis déportés.
Le gouvernement britannique établit en 1895 l'Afrique orientale britannique, et permet en 1902 aux colons blancs d'accéder aux hautes plaines fertiles. Ces colons ont une influence dans le gouvernement avant même que ne soit officiellement déclarée la colonie de la Couronne en 1920, mais les Africains sont exclus de participation politique directe jusqu'en 1944.
D'octobre 1952 à décembre 1959, la révolte des Mau Mau combat la loi coloniale britannique. Les décideurs britanniques font alors participer de plus en plus d'Africains aux processus gouvernementaux, afin de couper les rebelles de leur soutien. Les premières élections directes pour Africains au Conseil législatif ont lieu en 1957. La guerre s’achève avec 100 000 morts côté africain et 320 000 détenus dans des camps, dont plus d'un millier sont exécutés et des milliers d'autres torturés.

### Drapeaux coloniaux

1893 - 1920 Swahililand.
1895 - 1920 Afrique orientale britannique.
1920 - 1963 Colonie et protectorat du Kenya.
1895 - 1963 Gouverneur de l'Afrique orientale britannique puis de la colonie et du protectorat du Kenya.

## Kenya indépendant (1963)

### Royaume du Commonwealth (1963-1964)

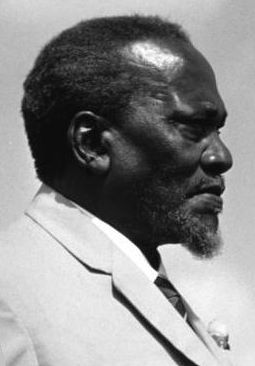
Jomo Kenyatta, Premier ministre sous la période monarchique, devient le 1er président du Kenya en 1964 (photo de 1966)

Le dirigeant indépendantiste Jomo Kenyatta (1894-1978) est libéré de prison en 1961, alors que l'indépendance du Kenya se profilait, car les autorités britanniques espéraient s’appuyer sur des personnalités modérées afin de préserver leur influence sur leurs anciennes colonies. Peter Anyang' Nyong'o explique que « quand, en 1954, le gouvernement colonial et le colonat européen reconnurent qu'il fallait mettre fin à l'apartheid au Kenya pour parvenir à un règlement politique de la crise, il était clair que, parmi les Africains, il y avait suffisamment de partisans d'une alliance de classe avec les colons, prêts à partager le pouvoir politique contre les Mau Mau et les autres "nationalistes extrémistes" ».
Le 12 décembre 1963, le Kenya obtient son indépendance et, pendant un an, devient un royaume du Commonwealth avec pour chef d'État la reine Élisabeth II. Elle est représentée sur place par un gouverneur général, en la personne de Malcolm MacDonald, avec Jomo Kenyatta pour Premier ministre. Dès décembre 1963, le Royaume-Uni fait signer au Kenya des accords militaires leur reconnaissant le droit d'utiliser le Kenya comme base militaire pour d'éventuelles opérations dans la région. Le jeune État compte alors deux partis politiques :
- le Kenya African National Union (KANU) créé en 1960 par l'union de trois autres partis, à savoir le Kenya African Union (KAU) — fondé par Jomo Kenyatta —, le People's Congress Party (PCP) et le Kenya Independent Movement (KIM) ;
- le Kenya African Democratic Union (en) (KADU), aussi créé en 1960 par Ronald Ngala, afin d'offrir une alternative au KANU.

### Présidence Jomo Kenyatta (1964-1978)
Un an plus tard, le pays devient une république et Jomo Kenyatta (1894-1978) son premier président. Mbiyu Koinange (en) (1907-1981), nommé ministre d'État est l'éminence grise du pouvoir et le reste jusqu'à sa mort. Le KADU, qui perd les élections générales de 1963, s'autodissout et rejoint le KANU. Le Kenya devient de facto un État à régime monopartite.
Le régime met aussitôt fin aux espoirs des indépendantistes radicaux de redistribution des terres : les terres sont rachetées aux colons qui veulent partir et revendus aux Kényans qui en ont les moyens, les capitaux britanniques sont épargnés et les investissements étrangers encouragés. Le choix d'une économie de marché renforce une classe de capitalistes locaux au détriment des anciens rebelles, au sujet desquels Kenyatta déclare : « nous ne laisserons pas des gangsters diriger le Kenya, les Mau Mau étaient une maladie qui a été éradiquée et qu'il nous faut oublier à jamais ». Témoin de cette orientation, le journal conservateur britannique The Economist lui consacre en 1965 un article élogieux intitulé « Notre homme au Kenya ».
La majorité des Britanniques quittent le Kenya et sont indemnisés par leur propre gouvernement et le gouvernement kényan. 120 000 des 176 000 Indiens quittent aussi le pays et, grâce à leur ancien passeport britannique, émigrent, pour la plupart, vers le Royaume-Uni,. Les désaccords politiques interviennent de plus en plus fréquemment entre le président Kenyatta et le vice-président Oginga Odinga (1911-1994). Ce dernier reproche au premier de mener une politique de clientélisme et, à la suite d'un amendement à la Constitution qui dissout le Sénat — absorbé par l'Assemblée nationale — et les Assemblées provinciales, de centralisation de tous les pouvoirs. Il démissionne en mars 1966 pour former le parti politique Kenya People's Union (en) (KPU).
Le 25 octobre 1969, Odinga est arrêté après que Kenyatta et lui-même se sont insultés mutuellement, verbalement et publiquement. Trois jours plus tard, le KPU est interdit et le pays redevient de facto un État de monopartisme. Sur le plan politique, Kenyatta instaure un régime à parti unique fondé sur la doctrine Haraambee (« Agir ensemble » en swahili). Le président pratique une politique autoritaire et clientéliste pour assurer l'unité nationale. Pourtant, selon l'historien britannique John Lonsdale, Kenyatta perpétue l'héritage colonial qui « institue un État et non une nation ». Son pouvoir repose sur « un féodalisme ethnique [...] avec son contrat inégal de vassalité garanti par un discours normatif de l'ethnicité morale ».
En 1975, l’Ouganda s’engage dans une vaste politique de développement militaire qui inquiète le gouvernement kényan. Au début du mois de juin, ce dernier confisque le chargement d’un gros convoi d’armes de fabrication soviétique en route pour l’Ouganda depuis le port Kilindini Mombasa.

La tension atteint son maximum en février 1976 quand le président ougandais, Idi Amin Dada, annonce soudainement qu’il va enquêter sur le fait qu’une grande partie de l'actuel Soudan du Sud et de l’ouest et du centre du Kenya, jusqu’à 32 km de Nairobi, sont historiquement partie intégrante de l’Ouganda colonial. La réponse kényane, très lapidaire, arrive deux jours plus tard indiquant que « le pays ne partagera pas ne serait-ce qu'un pouce de son territoire ». Amin Dada fait finalement marche arrière en voyant les Kényans déployer des troupes et des transports blindés en position défensive sur la frontière avec l’Ouganda.

### Présidences Daniel arap Moi (1978-2002)

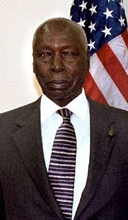
Daniel arap Moi (1924-2020), 2e président du Kenya (photo de 2001)

À la mort de Kenyatta le 22 août 1978, le vice-président Daniel arap Moi (1924-2020) devient président par intérim, puis officiellement président le 14 octobre suivant. Le « style » du nouveau président, qui part à la rencontre des citoyens, tranche avec celui de son prédécesseur qui gouvernait « derrière des portes closes ». En signe d'apaisement, il libère Oginga Odinga et le nomme président de la Cotton Lint and Seed Marketing. Odinga ne reste pas longtemps à ce poste, vraisemblablement parce qu'il a toujours un trop franc-parler à propos de Kenyatta et, même, de Moi. Il accuse celui-ci de corruption et critique ouvertement les axes politiques suivis comme la trop grande présence militaire des États-Unis au Kenya.
1982 est marqué par une série de faits qui vont marquer le pays pour la prochaine décennie :
- en juin, Oginga Odinga tente d'enregistrer une nouvelle formation politique mais, entretemps, le Procureur général (Attorney General) Charles Njonjo (en) signe un amendement à la Constitution introduisant l'article 2A qui fait du KANU l'unique parti politique autorisé. Le Kenya est, maintenant devenu un État de monopartisme constitutionnel. Après l'avortement de ce plan contre le gouvernement de Moi, Odinga est de nouveau consigné à résidence à Kisumu. Tout au long des années 1980, la critique internationale à propos de la situation des droits de l'homme appliquée par le KANU va aller en s'amplifiant ;
- le 1er août, une tentative de coup d'État perpétré par la force aérienne kényane contre le président Moi échoue. Le fils d'Oginga Odinga, Raila, est accusé d'être l'un des instigateurs. Il est détenu préventivement pendant 7 mois avant d'être incarcéré jusqu'au 6 février 1988, sans avoir jamais été jugé, à la prison de haute sécurité de Kamiti à Nairobi.

Les élections générales du 21 mars 1988 ne comportent pas d'élection présidentielle car Moi est le seul candidat du seul parti autorisé. L'élection législative voit la disparition du vote à bulletin secret lors de l'élection primaire. Celui-ci est remplacé par un système appelé mlolongo (« file d'attente » en swahili) où les seuls électeurs autorisés doivent être membre du KANU et faire la file devant une photo du candidat qui a sa préférence. Au deuxième tour, cette élection législative est ouverte à tous les électeurs et se tient à bulletin secret.
En août 1991, avec cinq autres opposants au régime, Oginga Odinga fonde le parti politique d'opposition Forum for the Restoration of Democracy (en) (FORD) et en devient président intérimaire. Les six fondateurs sont arrêtés et emprisonnés par le président Moi. Cette arrestation déclenche une série d'événements, dont l'interruption de l'aide internationale. Les pressions du Royaume-Uni, des États-Unis et des pays scandinaves aboutit à la libération des six hommes politiques puis, en décembre 1991, à l'abolition de l'article 2A de la Constitution. Le pays redevient, constitutionnellement, un État de multipartisme.

#### Élections générales de décembre 1992
Le 29 décembre 1992 voit s'accomplir les premières vraies élections multipartites depuis l'indépendance. Sept partis sur les neuf présents sur les listes électorales proposent un candidat à l'élection présidentielle. Le président sortant, Moi, est réélu pour un nouveau mandat de 5 ans avec 36,4 % des votes valables tandis que six des partis d'opposition obtiennent 46,8 % des sièges à l'Assemblée nationale ce qui oblige Moi à octroyer des postes ministériels à l'opposition. Des suspicions de bourrage d'urnes entrainent des violences dans la province de la vallée du Rift. Human Rights Watch accuse plusieurs politiciens, dont le président Moi, d'avoir incité et coordonné ces violences.

#### Élections générales de 1997
En novembre 1997, intervient une libéralisation des contraintes à la formation d'un parti politique. Leur nombre passe de onze à vingt-six. Quinze d'entre eux propose un candidat président aux élections générales du 29 décembre. Moi est réélu avec 40,12 % des votes valables mais le KANU n'obtient que 50,95 % des suffrages lors de l'élection législative. Neuf partis d'opposition obtiennent, au moins, un siège à l'Assemblée nationale.

#### Élection présidentielle de 2002
En août 2002, le Président Moi — qui constitutionnellement ne peut plus être élu ni président, ni député — surprend tout le monde en annonçant qu'il soutient personnellement la candidature du jeune et inexpérimenté Uhuru Kenyatta — un des fils de Jomo Kenyatta — dans la course à la présidence lors des élections de décembre. En opposition totale avec les vues de Moi, des membres importants du cartel KANU-NDP tels Raila Odinga, Kalonzo Musyoka, George Saitoti et Joseph Kamotho rejoignent le Liberal Democratic Party (LDP). Pour contrer le dessein de Moi, le LDP, dont Raila a pris la tête, fait alliance avec le National Alliance Party of Kenya (NAK), le Democratic Party (en) (DP), le Forum for the Restoration of Democracy-Kenya (FORD-K) et le National Party of Kenya (NPK). 
Cette alliance appelée Coalition nationale arc-en-ciel (National Rainbow Coalition, NARC) pousse la candidature de Mwai Kibaki (1931-2022) le prétendant du DP au poste de président de la République.

Mwai Kibaki gagne largement l'élection présidentielle du 27 décembre avec 62,2 % des suffrages devant Uhuru Kenyatta (31,3 %) et trois autres candidats. Le LDP de Raila Odinga devient le premier parti politique du pays avec 59 sièges de députés à l'Assemblée nationale.

### Présidences de Mwai Kibaki (2002-2013)

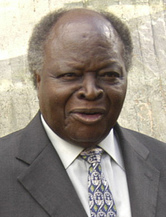
Mwai Kibaki (1931-2022), 3e président du Kenya (photo de 2006)

#### Réforme de la Constitution (2002-2005)
Entre 2002 et 2005, une équipe de constitutionnalistes rédigent au Bomas of Kenya, un texte portant révision de la Constitution. Ce texte, connu sous le nom de Bomas Draft, limite, entre autres, les pouvoirs du président de la République et crée un poste de Premier ministre. En 2005, Mwai Kibaki (1931-2022) rejette ce texte et présente un texte de réforme donnant plus de pouvoirs politiques au chef de l'État. Ce texte connu sous le nom de Wako Draft est soumis le 21 novembre 2005, à un référendum national et rejeté par 58,12 % des votants. En réaction, le président Kibaki congédie l'intégralité du gouvernement deux jours après le résultat du référendum et, deux semaines plus tard, forme un nouveau gouvernement qui ne comporte plus aucun membre du LDP.

C'est à ce moment que Raila Odinga décide d'être candidat à l'élection présidentielle de décembre 2007 et crée son propre parti politique : l′Orange Democratic Movement (ODM). Son symbole est une orange en référence au symbole visuel qui représentait le « non » lors du référendum (le « oui » était imagé par une banane).

#### Élections générales kényanes de 2007, violences postélectorales
- élections générales kényanes de 2007, violences postélectorales au Kenya en 2007-2008

Lors de l'élection présidentielle du 27 décembre 2007, Raila Odinga reçoit un soutien massif dans les provinces de Nyanza, occidentale, de la vallée du Rift et de la côte mais aussi de personnalités emblématiques telle Wangari Maathai. Dans la soirée du 30 décembre 2007, Samuel Kivuitu (en), qui vient juste d'être reconduit, pour cinq ans, par Kibaki à son poste de président de la commission électorale (Electoral Commission of Kenya), déclare Raila Odinga battu par 232 000 voix de différence en faveur du président sortant contrairement aux tendances des derniers résultats enregistrés. Controversée par les observateurs de l'Union européenne qui demande un recomptage des bulletins de vote, cette annonce est immédiatement contestée par le camp de Raila et entraine la plus grande crise de violence survenue au Kenya.
Le 28 février 2008, grâce à la médiation de Kofi Annan, l'ancien Secrétaire général des Nations unies, un accord de partage du pouvoir entre le président Kibaki et Raila est signé, et entériné à l'unanimité par le Parlement le 18 mars, pour résoudre la crise. Il se matérialise par la nomination de Raila Odinga au poste de Premier ministre le 13 avril suivant. Quatre jours plus tard, il prête serment et un gouvernement de coalition est constitué.

#### Nouvelle Constitution (2010)

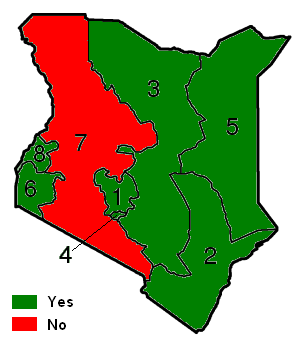
Carte des résultats du référendum de 2010 sur la nouvelle Constitution. En vert les provinces favorables et en rouge la seule province défavorable (Vallée du Rift).

Le 4 août 2010, le texte de réforme de la Constitution, incluant la Charte des droits et libertés, chère à Raila — et maintenant soutenu par Kibaki — est accepté, contre la position d'un autre membre influent de l'ODM, le ministre des Hautes études William Ruto — soutenu, lui, par l'ex-président Moi —, par la majorité des 72,1 % de Kényans ayant participé au référendum populaire (70 % de votes favorables contre 30 % de défavorables).

La cérémonie publique de promulgation par le président Mwai Kibaki de cette Constitution moderne le 27 août 2010 est entachée par la présence du président soudanais Omar el-Bechir alors qu'il est notifié d'un mandat d'arrêt international par la Cour pénale internationale. Cette invitation, directement adressée par le président Kibaki suscite l'émotion et la réprobation des Kényans, de leur Premier ministre et des parlementaires. Les protestations de la Communauté internationale et en particulier celles du président américain Barack Obama — bien que les États-Unis n'aie pas ratifié le statut de Rome — et de l'ancien secrétaire général de l'ONU Kofi Annan sont rapides.

#### Intervention militaire kenyane en Somalie (2011)
- intervention militaire du Kenya en Somalie

Faisant suite à l'enlèvement d'une touriste britannique et à l'assassinat de son mari le 11 septembre 2011, à l'enlèvement d'une résidente franco-kényane le 1er octobre et enfin, le 13 octobre, à l’enlèvement de deux volontaires humanitaires espagnoles ainsi qu'à l'assassinat de leur chauffeur kényan, des unités militaires des forces armées kényanes entrent en Somalie le 16 octobre à la poursuite des miliciens d'Al-Shabaab. 
Cependant, Alfred Mutua, le porte-parole du gouvernement déclare, le 26 octobre, que l'opération militaire était planifiée depuis longtemps et que les enlèvements n'ont été qu'une aire de lancement (« the kidnappings were more of a good launchpad. »). Cette « invasion » donne lieu à des représailles de la part d'Al-Shabaab (cf. section détaillée : « Attentats »).

#### Élection présidentielle 2013
- élection présidentielle kényane de 2013

Pour la première fois des débats présidentiels télévisés sont organisés les 11 et 25 février 2013. Également, pour la première fois, certains bureaux de vote sont équipés pour transmettre électroniquement les résultats vers la commission indépendante IEBC chargée de comptabiliser les résultats des élections générales.
Huit candidats ont posé leur candidature lors de l'élection présidentielle du 4 mars 2013. Pour l'emporter au premier tour, un candidat doit réunir au moins 25 % des votes dans au moins 24 comtés différents et 50 % de l'ensemble des votes plus un (majorité absolue).
Depuis la première élection présidentielle multipartisme de 1992, l'appartenance d'un candidat à tel ou tel groupe tribal a toujours été un élément important dans le choix des électeurs. Uhuru Kenyatta avec son colistier William Ruto sont respectivement kikuyu et kalenjin (premier et quatrième groupe tribal du pays) alors que son adversaire Raila Odinga et son colistier Kalonzo Musyoka sont luo et kamba (troisième et cinquième groupe). Uhuru Kenyatta est déclaré vainqueur dès le premier tour de l'élection du 4 mars 2013 avec 50,07 % des suffrages devant Raila Odinga avec 43,31 %. Ce dernier conteste les élections et, conformément à la possibilité donnée par l'article 140.1 de la Constitution, dépose, en date du 16 mars 2013 une pétition à la Cour suprême pour contester la validité du scrutin présidentiel, arguant des bourrages d'urnes, les dysfonctionnements du système électronique de transmission vers l'IEBC et l'inorganisation de cette dernière. La Cour rend son jugement le 30 mars suivant en déclarant que « l'élection générale fut libre et impartiale » et que « Uhuru et son colistier Ruto ont été valablement élus », et en publie la version intégrale le 16 avril.

### Présidences de Uhuru Kenyatta (2013-2022)

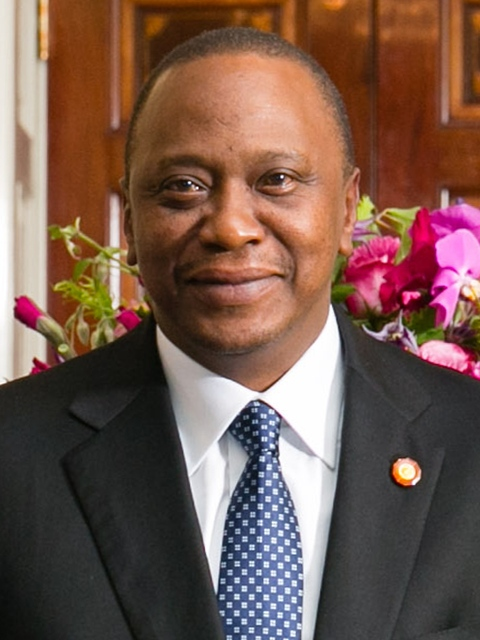
Uhuru Kenyatta, 4e président du Kenya (photo de 2014).

Uhuru Kenyatta (1961-) est investi en tant que 4e président du Kenya le 9 avril 2013 au centre sportif international Moi de Kasarani (Nairobi).
D'emblée, il s'oppose à la demande des députés d'obtenir une augmentation de 60 % de leur salaire et réduit le nombre de ministères et secrétariats d’État, de quarante-deux sous la présidence de son prédécesseur, à dix-huit. Cinq femmes deviennent ministres dont deux à des postes très importants comme Amina Mohamed (1961-) aux Affaires étrangères et Raychelle Omamo (1962-) à la Défense.
Lors de son discours prononcé lors du Madaraka Day (célébration de l'autonomie du pays au 1er juin 1963) du 1er juin 2013, il réaffirme la teneur de la Constitution à propos de la gouvernance des comtés, rappelle les huit anciens commissaires provinciaux vers d'autres fonctions et met, ainsi, fin aux dissensions entre les gouverneurs et les commissaires,.
L'organisation État islamique et les chebabs multiplient les attaques au Kenya dans les années 2010, mettant en échec la politique sécuritaire du gouvernement. À ces attaques, s'ajoute une instabilité politique interne dans les mois qui précèdent les élections générales d'août 2017. Le président sortant, Uhuru Kenyatta, est finalement réélu et affiche un score électoral de 54,28 % des suffrages exprimés. Son rival Raila Odinga parle de fraudes. Des émeutes éclatent avant un appel au calme par l'opposant Raila Odinga, qui s'en remet à la Cour suprême. Celle-ci, à la surprise générale, lui donne cette fois raison et invalide les élections, qui sont réorganisés en octobre 2017. Cette décision montre une consolidation des contre-pouvoirs au Kenya à la suite de la constitution de 2010. Uhuru Kenyatta fait procéder à des modifications de la loi électorale avant ce nouveau scrutin, ce qui provoque le retrait de Raila Odinga, qui appelle au boycott de l'élection. Finalement, le président sortant Uhuru Kenyatta remporte le nouveau scrutin avec 98,26 % des voix, mais la participation le 26 octobre 2017 n'est que de 38,8 % des électeurs inscrits, à comparer à 79 % le 8 août 2017, date de la première élection présidentielle annulée par la Cour suprême. Le 13 mai 2021, le projet de réforme constitutionnelle de Uhuru Kenyatta est jugé illégal. Le 20 août 2021, La Cour d'appel du Kenya a confirmé l'illégalité du processus de révision constitutionnelle lancé par le président Uhuru Kenyatta mettant fin définitivement à ce projet de révision constitutionnelle.

### Présidence William Ruto (2022-)
L'ancien vice-président (2013-2022) William Ruto (né en 1966), entre en fonction le 13 septembre 2022.

### Drapeaux officiels du Kenya

National.
Force aérienne.
Force navale.

### Responsables politiques actuels

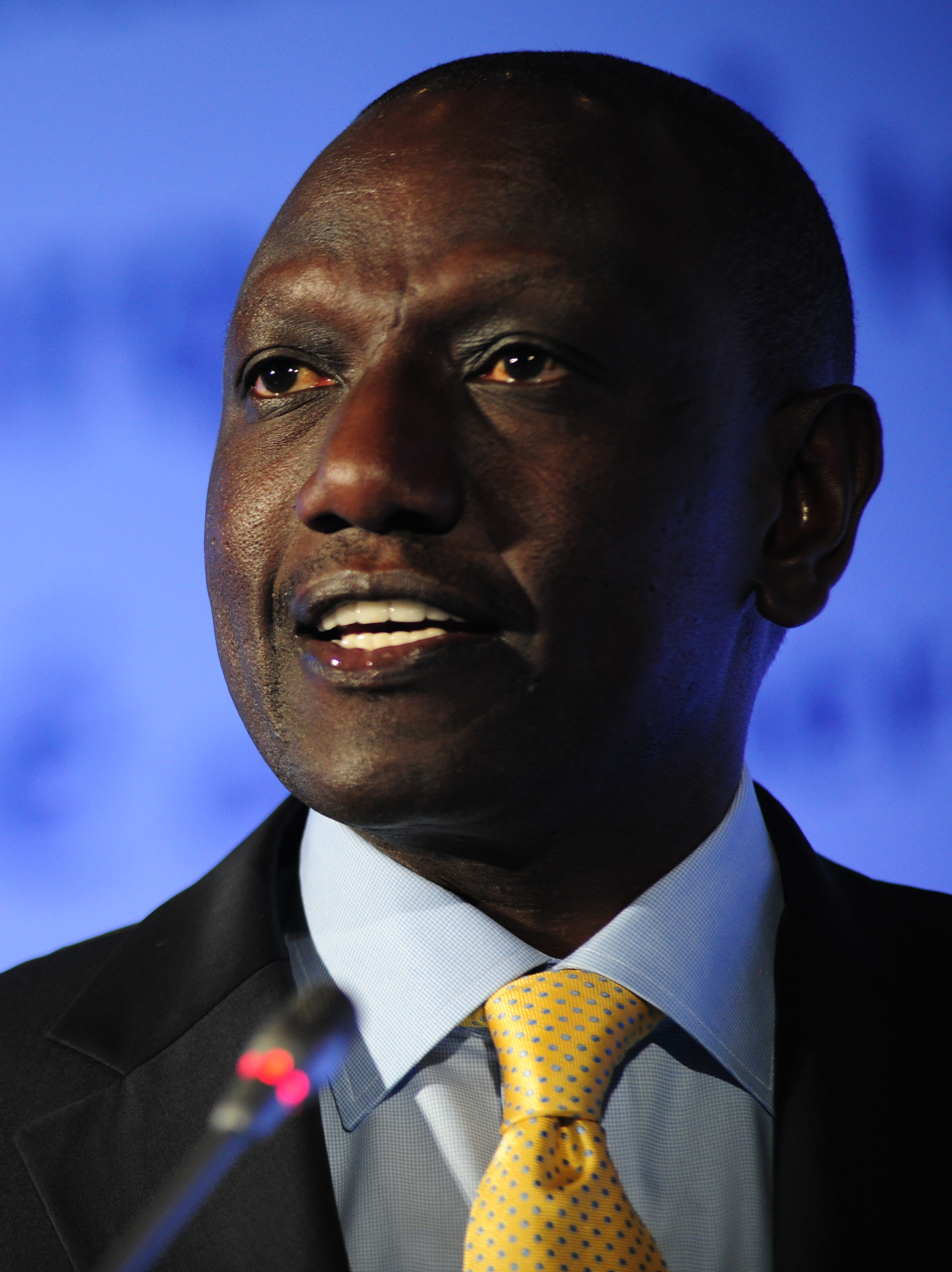
William Ruto président
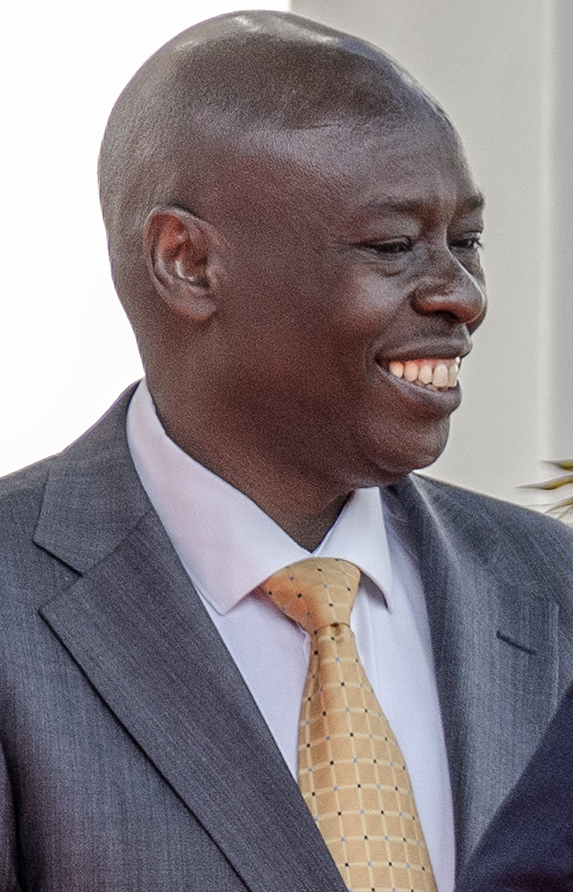
Rigathi Gachagua vice-président
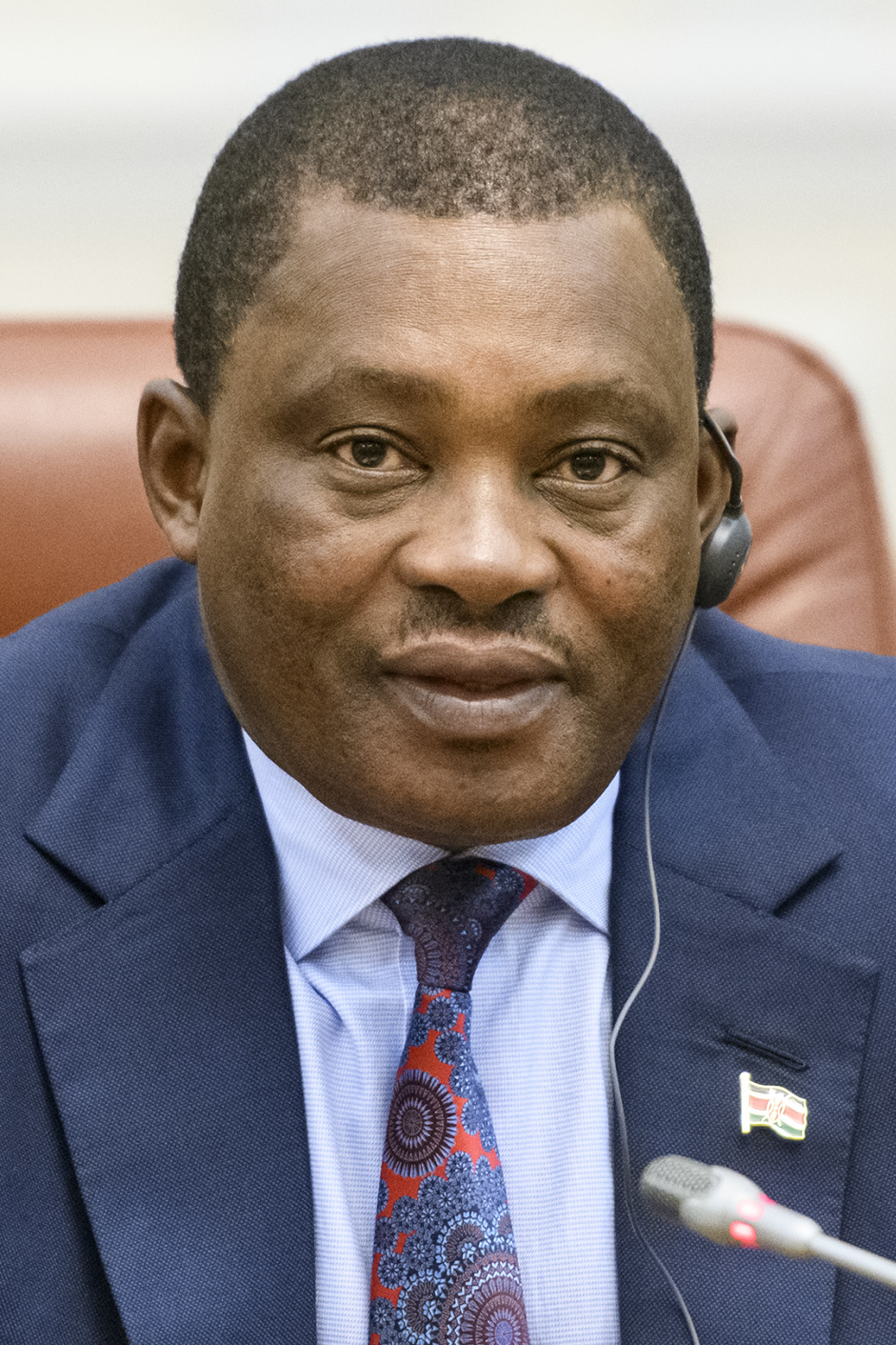
Justin Muturi président de l'Assemblée nationale
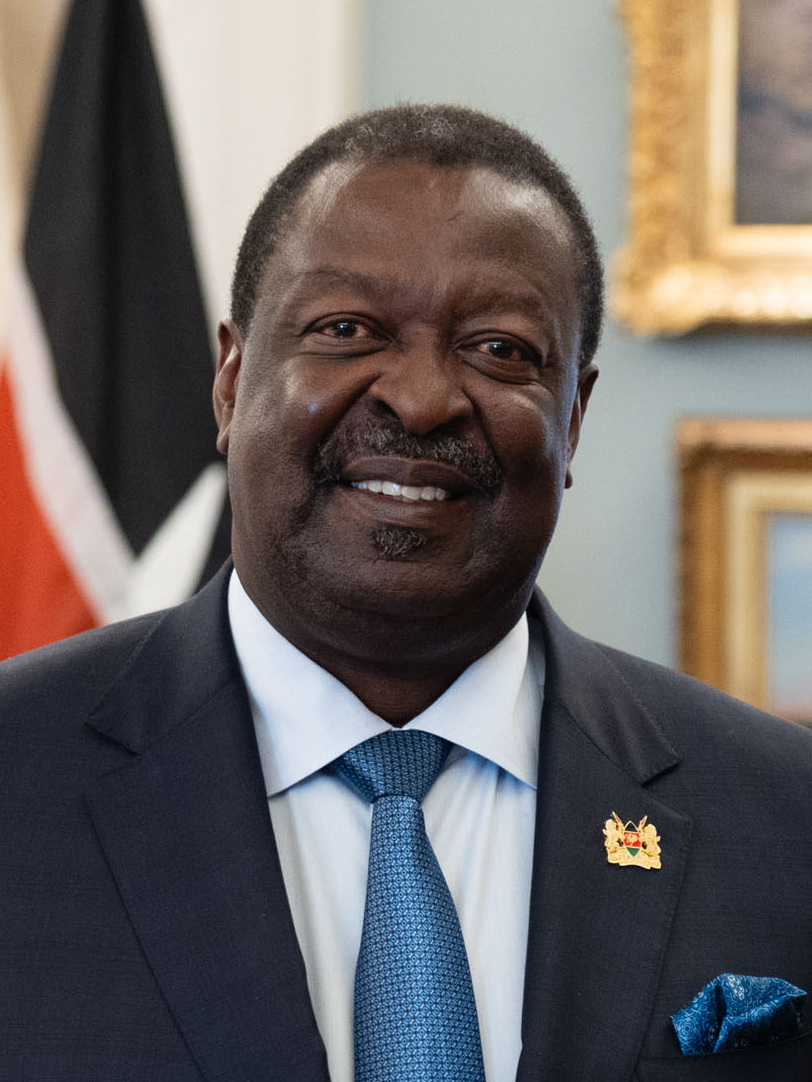
Musalia Mudavadi premier secrétaire du Cabinet

## Sources
- Basé sur la version anglaise, elle-même basée sur U.S. State department. Background Note: Kenya